# اسلام‌آباد (زرآباد)
اسلام‌آباد یا اسلام‌آباد جدید، روستایی در دهستان زرآباد شرقی بخش مرکزی شهرستان زرآباد در استان سیستان و بلوچستان ایران است.

## جمعیت
بر پایه سرشماری عمومی نفوس و مسکن در سال ۱۳۹۵، جمعیت این روستا برابر با ۲۰۱ نفر (۴۹ خانوار) بوده‌است.